# Martinius Stenshorne
Martinius Kleve Stenshorne (Hokksund, 2006. február 2.–) norvég autóversenyző, aki jelenleg a R-ace GP csapatának tagja a Formula Regionális Európa-bajnokságban.

## Pályafutása

### Gokart
Stenshorne gokartozással kezdte meg autóversenyzői pályafutását 2016-ban. 2018-ban a WSK Master Series és az olasz gokart-bajnokság 60 mini kategóriájában győzedelmeskedett. 2020-ban a South Garda téli-kupa OKJ kategóriáját nyerte meg.

### Formula–4
2022-ben az arab és az Olasz Formula–4-bajnokságban teljesített teljes szezont, továbbá a német és a spanyol bajnokság bizonyos versenyhétvégéin is részt vehetett a Van Amersfoort Racing versenyzőjeként. Az olasz szériát a 7. helyen zárta; legjobb eredménye 2 dobogós helyezés volt, amelyet Monzában és Mugellóban szerzett meg.

### Formula Regionális Közel-Kelet- és Európa-bajnokság
2022-ben három alkalommal tesztelt a R-ace GP alakulatával. A 2022-es Formula Regionális Európa-bajnokság szezon utáni tesztén összesen 177 kört teljesített. 2023-ban a Formula Regionális Közel-Kelet-bajnokság három versenyhétvégéjén vett részt a R-ace GP csapatával. Ezen felül szintén a francia csapattal teljes szezont fut a Formula Regionális Európa-bajnokságban. Az idény során eddig 4 alkalommal sikerült diadalmaskodnia, továbbá összesen nyolcszor állhatott fel a dobogóra. Ezzel a teljesítménnyel jelenleg a második pozíciót foglalja el bajnokságban.

## Eredményei

### Karrier összefoglaló
| Év   | Bajnokság                                | Csapat                | Versenyek | Győzelmek | Pole | Leggyorsabb körök | Dobogók | Pont | Helyezés |
| ---- | ---------------------------------------- | --------------------- | --------- | --------- | ---- | ----------------- | ------- | ---- | -------- |
| 2022 | Arab Formula–4-bajnokság                 | 3Y by R-ace GP        | 19        | 0         | 0    | 0                 | 1       | 72   | 10.      |
| 2022 | Olasz Formula–4-bajnokság                | Van Amersfoort Racing | 20        | 0         | 0    | 0                 | 2       | 122  | 7.       |
| 2022 | ADAC Formula–4-bajnokság                 | Van Amersfoort Racing | 6         | 0         | 0    | 0                 | 0       | 0    | Hn†      |
| 2022 | Spanyol Formula–4-bajnokság              | Monlau Motorsport     | 3         | 0         | 0    | 0                 | 0       | 22   | 17.      |
| 2023 | Formula Regionális Közel-Kelet-bajnokság | R-ace GP              | 9         | 0         | 0    | 0                 | 0       | 20   | 18.      |
| 2023 | Formula Regionális Európa-bajnokság      | R-ace GP              |           |           |      |                   |         |      |          |

* A szezon jelenleg is zajlik. 

† Vendégversenyzőként nem értékelték az elért eredményeit.

### Teljes Formula Regionális Európa-bajnokság eredménylistája
(Táblázat értelmezése)

(Félkövér: pole-pozícióból indult; dőlt: leggyorsabb kört futott) 

| Év   | Csapat   | 1     | 2     | 3       | 4        | 5     | 6       | 7       | 8        | 9     | 10      | 11      | 12      | 13       | 14       | 15      | 16       | 17      | 18      | 19      | 20      | Helyezés | Pont |
| ---- | -------- | ----- | ----- | ------- | -------- | ----- | ------- | ------- | -------- | ----- | ------- | ------- | ------- | -------- | -------- | ------- | -------- | ------- | ------- | ------- | ------- | -------- | ---- |
| 2023 | R-ace GP | IMO 1 | IMO 2 | CAT 1 7 | CAT 2 12 | HUN 1 | HUN 2 1 | SPA 1 3 | SPA 2 17 | MUG 1 | MUG 2 3 | LEC 1 3 | LEC 2 4 | RBR 1 18 | RBR 2 17 | MNZ 1 3 | MNZ 2 Ki | ZAN 1 4 | ZAN 2 6 | HOC 1 2 | HOC 2 1 | 2.       | 261  |